# Česká kultura na přelomu 19. a 20. století

## Vzdělání
Na základní pětileté školy navazovaly trojtřídní měšťanské školy, které poskytovaly rozsáhlé praktické vzdělání. Kromě klasických gymnázií byly zakládány i další ústavy (školy) zdůrazňující výuku matematiky, přírodních věd, kreslení, moderních jazyků a rýsování. Gymnázia připravovala absolventy na další studium, absolventi reálek odcházeli na techniku, nebo se věnovali zaměstnání. Obchodní akademie byly také velice vyhledávané, neboť připravovaly absolventy na to, že se stanou budoucími podnikateli a vyššími úředníky.
Kromě těchto škol existovaly i školy se speciálním zaměřením - školy zemědělské, průmyslové, umělecké atd. Mnoho lidí mělo jen základní vzdělání. Středoškolské se hodnotilo jako vysokoškolské. Proto bylo docela využíváno jako předpoklad k dobré kariéře nebo také jako úleva z vojenské služby. Neboť většinou studovali jen chlapci. Díky Elišce Krásnohorské mohlo i více děvčat navštěvovat střední školy. Eliška Krásnohorská totiž založila jedno z prvních dívčích gymnázií v Evropě - Gymnázium Minerva v Praze.

## Univerzita
Roku 1882 byla Karlova univerzita rozdělena podle jazyka na dvě samostatné vysoké školy, na českou a německou část. Toto zrovnoprávnění češtiny s němčinou bylo jedním z „drobečků“, kterého dosáhla česká společnost od Taaffovy vlády. Mělo to veliký význam pro rozvoj české společnosti. Česká univerzita se stala centrem vědeckého pokroku který dosahoval evropské úrovně. Díky osamostatnění České univerzity došlo k významnému povzbuzení české vědy. Následující desetiletí bylo období mimořádné aktivity.

## Manifest České moderny
Po lumírovcích a ruchovcích nastupují na scénu mladší autoři označovaní jako generace devadesátých let. K nim se řadili tito autoři-básníci: Josef Svatopluk Machar, Otokar Březina, Antonín Sova, kritici: František Xaver Šalda, F. V. Krejčí. Tito všichni jmenovaní podepsali Manifest české moderny z roku 1895. Vyjadřovali tím odpor k uměleckým a politickým nešvarům, k falši, neupřímnosti a ke všem druhům utlačování. Jejich společná idea byla svoboda pro občana i umělce. Domnívali se, že svoboda každého jednotlivce pomůže k zrození nové společnosti. Nespokojenost se společností současnou a představa lepší byla určující i pro další básníky na přelomu století Petra Bezruče, Stanislava Kostku Neumana a Františka Gellnera. Kromě těchto spisovatelů zde našli v této době místo i následovníci Vrchlického nebo básníci z okruhu Moderní revue.

## Česká akademie & Jubilejní výstava
Dokladem vzestupu kulturního i hospodářského na konci století je mecenášská činnost stavitele a architekta Josefa Hlávky. Josef Hlávka se narodil 15. února 1831 v Přešticích a zemřel 11. března 1908 v Praze. Byl významným mecenášem věd, umění. Roku 1883 věnoval 25 000 zlatých České vysoké škole technické v Praze na založení „Českého technického nadání Josefa a Marie Hlávkových“. Nadace měla sloužit absolventům školy k hrazení stipendií pro jednoleté zahraniční cesty. Roku 1902 svým peněžním darem umožnil výstavbu kolejí pro studenty (dnešní Hlávkova kolej). Bylo mu roku 1906 udělen čestný titul Dr. h. c.
Rok 1891 je památný Jubilejní výstavou. Tuto výstavu vymysleli čeští podnikatelé Václav Nekvasil a František Křižík. V souvislosti s punktacemi se Němci této akce nezúčastnili. Výstava ukázala šíři a rozmanitost , jakých úspěchů český národ v průmyslové výrobě i vzdělanosti dosáhl.

## Stavitelství a architektura
Vzestup úrovně hospodářského a průmyslového vyzdvihl také architekturu a stavebnictví. V 80. letech se v Praze se začaly stavět vodárny, které přispěly k mnohem lepší hygieně obyvatelstva. Kromě pavlačových domů počala výstavba třípatrových domů. To bylo hlavně zřetelné na prototypu moderního města Vinohrad, které s Prahou splynulo roku 1922. Ve větších městech začaly rychleji růst továrny, tržnice, obchodní domy, školy, divadla, mosty, nádraží a záložny. Pro tyto budovy byl velice dobrý styl české novorenesance, jehož mistři byli například Josef Hlávka, Josef Zítek (Národní divadlo), Josef Schulz (dostavba Národního divadla, Národní museum), Antonín Wiehl (činžovní domy, národní pohřebiště Slavín na Vyšehradě). Novorenesance vycházela z renesance tím pádem byla historizujícím slohem. Koncem 19. století se na novorenesančních stavbách začínají objevovat secesní prvky. Je častým zjevem, že zvenku novorenesanční budova má uvnitř secesní interiéry.
Nová doba však odmítala vzory minulosti. Dávala přednost zdůraznění konstrukčních vlastností staveb. Začaly se také uplatňovat nové stavební hmoty - beton a železobeton. Místo starých prvků se začaly používat upravené rostlinné a ornamentální vzory. Vznikla secese. Secese je posledním z univerzálních výtvarných slohů, kterým se podařilo vtisknout umělecký řád. Vytvořila novou módu a životní styl. V secesním stylu byl postaven i Obecní dům v Praze od Antonína Balšánka.
Další krok představoval účelnost a potlačení výzdoby. Krásu stavby ztělesňovala stavba sama, linie byla vtisknuta do ostrých geometrických forem. Byl to kubismus. Kubismus se zejména projevil v malířské oblasti. Jeho proniknutím do architektury a uměleckého řemesla u nás je světovým unikátem. Nejznámější architekti jsou Jan Kotěra (museum v Hradci Králové), Josef Gočár (dům U Černé Matky Boží na Ovocném trhu v Praze), Josef Chochol (dům v Neklanově ulici na Vyšehradě).

## Sochařství
Zvýšená potřeba reprezentace se projevovala hlavně ve zřizování pomníků. Nejvýznamnějším sochařem byl Josef Václav Myslbek který se proslavil hlavně sochou sv. Václava a sochami pro Vídeňský parlament, ale také vytvořil plno bust představitelů české společnosti. Další významní sochaři byli Ladislav Šaloun (pomník Mistra J. Husa na Staroměstském náměstí) a Stanislava Suchardu (pomník Františka Palackého před mostem F. Palackého v Praze).

## Divadlo
Stavbou Národního divadla se splnil sen všem dávným obrozencům. Divadlo bylo vystavěno ze sbírek, do kterých přispěly všechny vrstvy obyvatelstva. Otevřeno bylo roku 1881 a znovuotevření po požáru roku 1883 ukázalo obětavost národa a zaujetí pro určitý úkol. V Národním divadle se hodně hrálo a ještě hraje dílo Bedřicha Smetany. Prosadil se i režisér a dramaturg Jaroslav Kvapil. Aby divadlo mohlo vůbec existovat muselo hrát díla i lehčího žánru operety a konverzační komedie. Na toto téma se v Praze orientovala i celá řada pražských kabaretů.
V jiných městech i malých působila stálá divadla, v kterých hráli ochotníci nebo kočovní herci. Ale úroveň těchto představení byla dosti špatná nebo pouze průměrná. Významným hercem byl Karel Želenský (pozdější známý herec Národního divadla). Zásluhou advokáta a poslance dr. Karla Pippicha, který se staral o kulturu, se v Chrudimi (ve „východočeských Athénách“) hrály i premiéry významných autorů ( např. Zeyer). Do Chrudimi chodívali často a rádi hrát i herci a umělci z Prahy.

## Malířství
Stavba Národního divadla dala příležitost i výtvarnému umění. K výzdobě této budovy byli zváni nejnadanější čeští malíři - Mikoláš Aleš, František Ženíšek, Josef Tulka. Nejslavnější z nich Mikoláš Aleš dokonce namaloval monumentální cyklus Vlast, další jeho dílo je olejový obraz Setkání Jiřího z Poděbrad s Matyášem Korvínem. Soběslav Pinkas a Viktor Barvitius navázali kontakty s francouzským malířstvím v okruhu barbizonských malířů, kteří se specializovali na malbu ve volné přírodě. Českou krajinu malovali Julius Mařák a Antonín Chittussi. Mařákův žák Antonín Slavíček se stal nejvýznamnějším českým malířem přelomu 19. a 20. století. Tito malíři byli zaměřeni především na krajiny. Malovali také roční období, různé denní doby a lidské práce především zemědělské. Pro tento umělecký směr byl název impresionismus (latin.- impression=dojem).
Jinou cestou šel malíř Václav Brožík, který se zaměřil spíše na historickou malbu (Mistr Jan Hus před koncilem kostnickým). Významný a uznávaný malíř (zejména ve Francii) Alfons Mucha proslul zejména svou secesní plakátovou a knižní grafikou. Podobně jako Mucha byl na tom také Gustav Klimt působící ve Vídni, a který zde založil Vídeňskou secesi. Max Švabinský se také věnoval grafice, ale brzo se začal zabývat i portrétovou malbou. Jan Preisler maloval spíše tajuplnou, náznakovou a symbolickou malbou (obraz Černé jezero).
Před válkou vystoupili malíři mladší generace, kteří toužili po silném a výrazném vyjádření (expresionismus) a hlásící se k podmětům, které díky Pablu Picassovi a Georgu Braquovi přicházely z Francie (kubismus). Nejznámější z těchto umělců jsou Emil Filla, Bohumil Kubišta, Otakar Kubín (ve Francii se prosadil spíše pod jménem Coubine). Většinou se tvorba těchto malířů rozvinula až po válce.

## Hudba
Nejvíce obdivu sklízelo umění v oblasti hudby a hudebního interpretačního umění. Nejznámější z našich hudebníků této doby byly Bedřich Smetana, autor oper Braniboři v Čechách, Prodaná nevěsta, Dalibor, Libuše, Tajemství, Dvě vdovy a cyklu symfonických básní Má vlast. Další známý autor byl Antonín Dvořák, autor oper Čert a Káča, Jakobín, Rusalka, devíti symfoniemi atd. Třetí byl Leoš Janáček proslulý operami s melodií lidové mluvy Liška Bystrouška. Dílo symfonické Taras Bulba.
Věhlasná světová pěvkyně Ema Destinnová v Čechách nebyla moc slyšet, protože působila spíše v cizině.
Svůj ráz začala česká kultura ztrácet na přelomu století. Dokázala přijímat a tvořivě zpracovávat podměty okolí bez obavy ztráty svébytnosti. To byl důkaz vyspělosti národa, i když jsme nebyli samostatný stát.

## Symbolismus
Symbolismus je umělecké hnutí , které vzniklo ve Francii. Největší rozmach zaznamenalo na přelomu 19. a 20. století. Symbolismus navazuje částečně na romantismus. Cílem bylo zobrazovat věci, které nejdou racionálně popsat (nálady, emoce,atp.). Chtěli je nakreslit, zobrazit, popsat neboli se snažili zobrazit nezobrazitelné. K tomu jim měl pomáhat symbol, který se měl stát prostředníkem mezi světem a „světem duše“ měl v náznaku odkrývat tajemství ukryté v nitru věcí. Symbol nebyl přímým pojmenováním věci (problému, stavu atp.), ale pouhým náznakem, sugescí podstaty věci.

## Móda
V 19. století tón módy udává Francie. Dbá se na zdůraznění čistoty a cudnosti. Propaguje se sport a pravidelná hygiena, koupele a krátké vlasy. 19. století je plné fantazie, návratům k přírodě a historii. Změnil se celkový módní styl. Sukně byla zpočátku jen lehce rozšířená, později dostává tvar kužele s mnoha spodničkami, které zdůrazňují lehkost. Ženy svoji ženskost zdůrazňovaly upnutými živůtky a vosími pasy. Vzory které letěly byly květinové nebo kostkované. Ženy už odhalovaly trošku ramena. Nosily se také velice zdobené klobouky. Zdobené obvykle peřím, stuhami, květinami, umělým ovocem atd. K nezapomenutelným doplňkům každé ženy patřil na vycházky krajkový slunečník. V zimě šály a šátky s bohatými třásněmi nebo krajkovým lemováním. Hodně se používaly rukavičky.
Oděv mužů se z minulých dob příliš nezměnil. Pořád se nosily frakové kabáty. Barevný frak doplňovaly kalhoty jiné barvy. Kalhoty byly dlouhé, úzké a vpředu nad botou obloukovitě vystřižené. Této době vzniklo plno příruček, jak správně zavázat kravatu, neboť byly velice složité. Dobře oblečeným mužům nesměl nikdy chybět cylindr. Na procházky si muži sebou brali kromě žen své tenké hůlky zvané „špacírky“.
Sportovní obleky byly úplně jiné než dnes. Například se koupalo v sukních. Fotbal se hrál obvykle v dlouhých kalhotách. Později už v kratších a to po kolena. Tenis dámy hrály v dlouhých bílých sukních. Nejenom tyto sporty ale celá řada sportů mělo neobvyklé sportovní oblečení které se vůbec nepodobalo dnešnímu.